# Tongaat Hulett
Tongaat Hulett ist ein südafrikanischer Zuckerproduzent. Das Unternehmen stellt Rohrzucker und Glucose aus Mais her und ist der größte private Arbeitgeber in Mosambik und Simbabwe. Tongaat Hulett besitzt Zuckerfabriken in KwaZulu-Natal (Maidstone, Darnall, Amatikulu, Felixton), Mosambik (Xinavane, Mafambisse) und Simbabwe (Triangle).
In der Saison 2014/15 wurden 1,314 Mio. t Zucker produziert.
Die Produkte aus Mosambik und Simbabwe genießen aufgrund des EU-AKP-Abkommens zollfreien Zugang zum Europäischen Binnenmarkt. 2001 verkaufte das Unternehmen die Baumaterial und Textil-Sparte. Das Unternehmen hatte 2003 R500 Millionen in das Zuckerwerk in Mosambik investiert. 2003 schloss die Forma eine Zuckerfabrik in Entumeni. Die Fabrik hatte 120 Mitarbeiter beschäftigt. Bis 2007 gehörte auch der Aluminium-Produzent Hulamin zu der Tongaat Hulett-Gruppe. Bei diesem hatte es 2001 Streiks mit fast 3.000 Mitarbeitern gegeben. Durch die Streiks wurde eine Gehaltserhöhung von 8,1 bis 9 Prozent erreicht. Die Firma Anglo Americans besaß bis 2009 etwa 49,5 Prozent der Aktien von Tongaat Hulett. 2017 kündigte die Firma ab ein Zuckerraffinerie für R550 Millionen in Mosambik zu bauen. Die Raffinerie wurde Ende 2018 eröffnet. 2020 wurde die Produktion der Zuckerfabrik in Durnall eingestellt. Im gleichen Jahr verkaufte die Firma das Stärke-Geschäft für R5,35 Milliarden an Barloworld. In der Fabrik in Chiredzi brach 2023 aufgrund eines defekten Umspanner ein Feuer aus. Laut Tongaat Hulett gab es keine Verletzten und die Produktion konnte innerhalb kurzer Zeit wieder aufgenommen werden.
Im September 2018 wurde durch ein neues Management-Board sieben Personen, darunter dem damaligen CEO Peter Staube und dem CFO Murray Hector Munro, Korruption vorgeworfen. Den Beschuldigten wurde Geldwäsche und Betrug vorgeworfen. Die Schäden sollen insgesamt R3,5 Milliarden betragen haben. Aufgrund der Schäden wurden fast 8.000 Mitarbeiter entlassen. Munro musste 2023 eine Bußgeldstrafe in Höhe von R6 Millionen zahlen. Zudem wurde ihm untersagt in den nächsten zehn Jahren Aufsichtsratspositionen anzunehmen.